# Роб (Велике Лаще)
Роб (словен. Rob) — поселення в общині Велике Лаще, Осреднєсловенський регіон, Словенія. 
Висота над рівнем моря: 507,9 м.